# ميلان يوفانوفيتش (رافع أثقال)
ميلان يوفانوفيتش (بالصربية: Милан Јовановић)‏ هو رافع أثقال ‏ صربي، ولد في 5 فبراير 1970 في نيش في صربيا.